# 无冠折曲黄堇
无冠折曲黄堇（学名：Corydalis stracheyi var. ecristata）为罂粟科紫堇属下的一个变种。

## 扩展阅读
- 維基物種上的相關：无冠折曲黄堇